# Nguyễn Phúc Phương Liên
Nguyễn Phúc Phương Liên của Việt Nam (sinh ngày 2 tháng 11 năm 1938) là con gái của Bảo Đại, vị hoàng đế cuối cùng của Việt Nam, và người vợ đầu tiên của ông, Hoàng hậu Nam Phương. Khi còn nhỏ Phương Liên học trung học tại trường Couvent des Oiseaux tại Đà Lạt. Sau đó Phương Liên tốt nghiệp Tú tài toàn phần và trở thành một viên chức Ngân hàng. Cô là người có hiếu nhất với cha mẹ, vì gia đình cũng khá giả nên hằng năm cô vẫn gửi thư hỏi thăm và biếu tiền khi Bảo Đại còn sống. Phương Liên rất đẹp giống mẹ nhưng không chỉ giống mẹ về nhan sắc mà còn giống cả tính thùy mị.. Nhưng vì hai vợ chồng Phương Liên làm việc ở tận Hồng Kông nên cũng ít có dịp về thăm thân phụ và thân mẫu ở Pháp.
Năm 1962 Phương Liên kết hôn với một nhân viên Ngân hàng tên là Bernard Soulain, ở Chabrignac, Pháp, vợ chồng Hoàng nữ Phương Liên đang sống ở Cannes và có cơ sở sản xuất Rượu ở đó. Và đã có với người này 2 đứa con là:
- Valérie Soulain (sinh ngày 20 tháng 7 năm 1963)
- Caroline Soulain (sinh ngày 20 tháng 3 năm 1966)[3]

## Danh xưng
- Hoàng nữ Phương Liên của nhà Nguyễn